# Adenocarpus bacquei
Adenocarpus bacquei là một loài thực vật có hoa trong họ Đậu. Loài này được Batt. & Pit. miêu tả khoa học đầu tiên.